# Ветроэнергетика Китая
Ветроэнергетика Китая — активно развивающаяся отрасль экономики Китайской народной республики. По данным на конец 2020 года в Китае работало 281 ГВт ветряных электростанций, что составляло около 36 % от всех ветряных мощностей мира. Китай занимает первое место в мире по мощности установленных ветряных электростанций. В 2020 году выработка составила 466 ТВт*час.
По плану 13-й пятилетки (2016—2020), Китай собирался ввести 100 ГВт ветряных мощностей. В 2022 году мощность ветроэнергетики составляла 365 964 МВт.

## История
В 2007 году Китай инвестировал около 16 миллиардов юаней (более $2,0 млрд) в ветряную энергетику. В Китае построено более 60 крупных ветряных электростанций, на которых ведётся обучение специалистов.
В феврале 2005 года Китай принял Закон о возобновляемой энергетике. В 2005 году Китай вырабатывал из энергии ветра 0,17 % электроэнергии, в 2014 году — 2,6 %, в 2019 году — 5,5 %.
За годы 10-й пятилетки (2000 год—2005 год) ветряная энергетика росла в среднем на 30 % в год — с 350 МВт в 2000 году до 1260 МВт в 2005 году.
|                     | 2005   | 2006   | 2007  | 2008   | 2009   | 2010   | 2011   | 2012    | 2013    | 2014    | 2015    | 2016    | 2017    | 2018    | 2019    | 2020    |
| ------------------- | ------ | ------ | ----- | ------ | ------ | ------ | ------ | ------- | ------- | ------- | ------- | ------- | ------- | ------- | ------- | ------- |
| Мощность (МВт)      | 1,260  | 2,599  | 5,912 | 12,200 | 16,000 | 31,100 | 62,700 | 75,000  | 91,424  | 114,763 | 129,700 | 149,000 | 163,670 | 184,260 | 210,050 | 281,000 |
| Производство (ГВтч) | 1,927  | 3,675  | 5,710 | 14,800 | 26,900 | 44,622 | 74,100 | 103,000 | 134,900 | 153,400 | 186,300 | 241,000 | 305,700 | 366,000 | 405,700 | 466,500 |
| Фактор загрузки     | 17.5 % | 16.1 % | 11 %  | 13.8 % | 19.2 % | 16.4 % | 13.5 % | 15.7 %  | 16.8 %  | 15.3 %  | 16.4 %  | 18.5 %  | 21.3 %  | 22.7 %  | 22 %    |         |

## Потенциал
По оценкам Китайского института научных исследований климата (China Climate Science Research Institute) потенциал ветряной энергетики Китая составляет 3,22 млн МВт. Технический потенциал оценивается в 1 млн МВт, из них 253 тыс. МВт наземных электростанций и 750 тыс. МВт офшорных.
Наибольшим потенциалом для развития ветроэнергетики обладает провинция Внутренняя Монголия. Около 40 % ветряных мощностей Китая могут быть расположены во Внутренней Монголии. Второе место по потенциалу занимает Турфанская котловина (Синьцзян-Уйгурский автономный район). Её ресурсы оцениваются в 1 млрд кВт·ч в год с площади 1000 кв. км.
По оценкам EER Wind Research к 2011 году Китай станет крупнейшим в мире рынком сбыта ветрогенераторов.

## Офшорная энергетика
Китай обладает протяженной береговой линией, что способствует развитию офшорной ветроэнергетики. Потенциал офшорной ветроэнергетики Китая оценивается в 750 ГВт. Национальное Энергетическое Бюро Китая прогнозирует строительство 5000 МВт. офшорных электростанций к 2015 году.
Первая китайская оффшорная ветровая электростанция «Juwuba» была построена в 2009 года в Шанхае. Ветрогенераторы установлены по обе стороны Большого Дунхайского моста более чем в километре от него. Установленная мощность электростанции составит 100 МВт. По проекту электростанция будет вырабатывать ежегодно 260 млн кВт·ч электроэнергии. Первая турбина мощностью 3,0 МВт. производства компании Sinovel была построена в 20 марта 2009 года. Всего на электростанции «Juwuba» будет установлено 34 ветрогенератора мощностью 3,0 МВт. каждый.
В конце 2013 года мощность офшорной ветроэнергетики Китая составляла 428,6 МВт.

## Малая ветроэнергетика
В конце 2005 года в Китае было установлено 320 тыс. малых ветряных генераторов суммарной мощностью 65 МВт.

## Тарифы
Средняя цена ветряного электричества в Китае в 2006 году составляла $0,063—$0,08 за кВт·ч. Государственные производители продавали ветряную электроэнергию по ценам от $0,046 до $0,065.
По подсчётам китайских экспертов, если 70 % оборудования будут иметь китайское происхождение, цена электроэнергии снизится до 0,375 юаней за кВт.ч (примерно $0,054). Если 100 % оборудования ветряных электростанций будет китайского производства, то цена электроэнергии снизится до 0,332 юаней за кВт.ч (примерно $0,048).

## Компании
Все крупнейшие мировые производители оборудования для ветроэнергетики имеют в Китае свои производства или совместные предприятия. Например, германская компания Nordex в 2007 году занимала 3 % рынка ветряных турбин Китая.
В 2007 году в Китае 40 компаний производили оборудование для ветроэнергетики. Их суммарные мощности составляли 8000 МВт. в год. В 2008 году 67 компаний в Китае производили оборудование для ветроэнергетики, из них 27 компаний — государственные. По законам Китая 70 % оборудования любой ветряной электростанции должно иметь китайское происхождение. В конце 2009 года около 90 компаний производили ветряные турбины, более 50 компаний производили лопасти и около 100 компаний производят различные компоненты. В 2010 году требование обязательной 70 % доли китайского оборудование было отменено: практически 100 % строящихся в Китае ветряных турбин, имели китайское происхождение.
К 2012 году в Китае будет производиться ветрогенераторов суммарной мощностью около 12 000 МВт.
Крупнейшие китайские производители оборудования в 2009 году — компании: Sinovel (3510 МВт.), Goldwind (2727 МВт.) и Dongfang Jin (2475 МВт.). Компании Feng (Golden Wind) и Hua Rui планируют начать экспорт ветрогенераторов в 2009 году и 2010 годах.
Крупнейший владелец ветряных электростанций — компания Longyuan Power Group. В 2006 году компания управляла 32 ветряными электростанциями суммарной мощностью 780 МВт.

## Планы
Во время 11-й пятилетки Китай собирался построить около 30 крупных ветряных электростанций мощностью по 100 МВт и более. Согласно национальному плану развития, установленные мощности Китая должны вырасти до 30 тыс. МВт к 2020 году. Однако бурное развитие ветроэнергетики в стране позволило пройти этот рубеж уже в 2010 году. В том же году Китай опередил США и стал мировым лидером по установленной мощности ветрогенераторов, превзойдя порог в 40 тыс. МВт.
На 12-ю пятилетку Национальная энергетическая администрация (National Energy Administration) запланировала довести суммарную мощность ветряных электростанций Китая до 100 ГВт к 2015 году. Мощность офшорных ветряных электростанций увеличится до 5000 МВт.
По плану 13-й пятилетки (2016—2020), Китай собирается ввести ещё 100 ГВт ветряных мощностей.

## Регулирование
В начале августа 2011 года Национальная Энергетическая Администрация (NEA) Китая приняла 18 технических стандартов, связанных с ветроэнергетикой.
Правительства провинций имеют право согласовывать строительство ветряных электростанций мощностью до 50 МВт.